# Hundehalterhaus
Das Hundehalterhaus in der Forstmeisterstraße 3 ist ein denkmalgeschütztes Gebäude im Stadtteil Bessungen der südhessischen Großstadt Darmstadt.

## Architektur und Geschichte
Das Hundehalterhaus ist Teil des Bessunger Jagdhofensembles.
In dem Wohnhaus befand sich die Wohnung des landgräflichen Hundewärters.
Das zweigeschossige, traufständige, verputzte Fachwerkhaus besitzt ein auf einer Seite abgewalmten Satteldach in Biberschwanzdeckung. 
Zum „Forstmeisterplatz“ hin wird das Gebäude durch ein mittig angeordnetes Zwerchhaus betont.
Das Haus besitzt Sprossenfenster und Klappläden.
Unter dem Hundehalterhaus befindet sich der ehemalige „Hirschkeller“.
In den Jahren 1983 und 1984 wurde das Haus saniert.

## Denkmalschutz
Aus architektonischen, baukünstlerischen und stadtgeschichtlichen Gründen hat das Fachwerkhaus den Status eines Baudenkmals nach dem hessischen Denkmalschutzgesetz.